# Muraille punique de Carthagène
La muraille punique de Carthagène est un site archéologique du IIIe siècle av. J.-C. dans lequel peuvent être contemplées les premières murailles de la cité construites par les Carthaginois.
Il s'agit d'un site d'une grande importance car il est l'un des rares vestiges de la civilisation carthaginoise qui restent en Espagne et un témoin des événements les plus importants de l'Antiquité dans le bassin de la Mer Méditerranée : la deuxième guerre punique.

## Histoire
En 227 av. J.-C., le général carthaginois Hasdrubal le Beau fonde la cité de Qart Hadasht (en phénicien Nouvelle Ville) probablement sur un site ibère dénommé Mastia. La cité était située sur une presqu'île au milieu d'une baie et était entourée de cinq collines, dont deux se situaient à l'entrée de l'isthme, de sorte que la cité représentée un superbe emplacement pour la défense militaire.
C'est dans ce contexte pendant la brève époque du domaine punique de Carthagène (227-209 av. J.-C.), qu'il fut décidé de renforcer la capitale des Barcides en Ibérie avec une muraille qui entourerait la cité. La présence de cette fortification fut décisive pour empêcher l'assaut romain dirigé par les frères Gnaeus et Publius Cornelius Scipio en 216 av. J.-C. lors du début de la Deuxième guerre punique.
Puis, en 209 av. J.-C., le général romain Scipion l'Africain prit la cité après une longue bataille où la ville fut assiégée par mer comme par terre. La prise de Qart Hadasht met fin à la domination de Carthage dans le sud de la Péninsule Ibérique.

## Architecture
La muraille suit les modèles helléniques : elle est composée de deux faces parallèles de tabaire (pierre de grès local) d'une hauteur de plus de trois mètres.
Les restes archéologiques qui aujourd'hui peuvent être contemplés de la muraille punique sont justement situés à l'entrée de l'isthme entre les collines San José et du mont Sacro. Durant les fouilles archéologiques, des indices d'un incendie ont été retrouvés, probablement causés par la bataille ou par le pillage qui suivit la prise de la ville.
Aujourd'hui, les vestiges peuvent être visités grâce au Centro de Interpretación de la Muralla Púnica, qui fait partie du consortium touristique « Cartagena, Puerto de Culturas » ; l'édifice qui protège les restes archéologiques et qui recrée au moyen de l'architecture la plus contemporaine la hauteur originale de cette construction défensive.

## Annexe